# Войновский Успенский монастырь
Войновский Успенский монастырь (пол. Prawosławnego Żeńskiego Monasteru Zaśnięcia Najświętszej Marii Panny w Wojnowie) — православный женский монастырь Белостокско-Гданьской епархии в юрисдикции Польской православной церкви в посёлке Войново вблизи живописных Мазурских озёр расположенных на территории Варминско-Мазурского воеводства Польши.

## Предыстория возникновения монастыря
Впервые в этих местах свою монашескую обитель стали устраивать в начале XIX века поселившиеся здесь (в бывшей Восточной Пруссии) русские старообрядцы.
2 декабря 1831 года община русских старообрядцев во главе с братьями Сидором и Ефимом Борисовыми купила участок леса площадью 1504 морга на берегу реки Крутина, неподалёку от озера Дусь. Здесь община заложила село Войново по названию родного селения Борисовых в Витебской губернии. Немецкая администрация назвала поселение Эккертсдорф (по имени лесничего Эккерта, ответственного за расселение старообрядцев в Восточной Пруссии), но немецкое название не приживалось и появилось на картах лишь в начале Первой мировой войны. Село Войново изначально стало центром района русской колонизации Восточной Пруссии.
Весной 1833 года русскую колонию проверяла специальная комиссия: казначей из Иоганнисбурга Шульц, врач Шлосс и ректор Шраг. Комиссия установила, что прибывшие в лесную пущу старообрядцы выкопали себе землянки, покрыли их крышами, провели межевание территории, спилили деревья, выкорчевали пни, вспахали поля и посеяли яровые. Многие сотни моргов земли покрылись всходами, а русские начали расчищать следующие участки, а попутно - заготавливать брус и доски для строительства домов. Дома они строили умело, заботясь об удобстве проживания. Рядом с каждым домом строилась индивидуальная баня, что членов комиссии привело в некоторое изумление. Об интенсивности труда переселенцев свидетельствует ещё один документ от 8 января 1834 года, свидетельствующий о том, что свои дома и бани старообрядцы уже построили, а все земельные участки расчищены.
В 1835 году в Войново была построена старообрядческая молельня. Какое-то время в ней служил наставником старец Лаврентий Растропин, но в 1836 году он покинул село и устроил рядом с ним, на берегу озера Дусь, небольшую пустынь. Эта пустынь со временем стала знаменитым Войновским монастырём. В 1839 году в Войново числилось уже 311 жителей, из которых 275 человек были старообрядцами, а остальные – православными, лютеранами и католиками. 27 августа 1832 года представитель прусской администрации в Гумбиннене докладывал в Берлин министру финансов о том, что в Пруссию переселились не одиночки-беглецы, а сплочённая группа людей с крепкой верой, организованная, работящая. Это – хорошие крестьяне, рыбаки и ремесленники. Особо отмечено, что старообрядцы оказались хозяйственными людьми. Немецкие чиновники отмечали в своих донесениях, что старообрядцы не употребляли спиртного и не курили табака. Старообрядцы опровергли мнение местных немцев, относивших мазурскую землю к четвертому классу и считавших её неплодородной. Сады и огороды в окрестностях были взяты русскими в аренду и вскоре старообрядцы стали крупными поставщиками овощей и фруктов в Восточной Пруссии. Проданную русским территорию немцы считали вечным лесом, в котором люди никогда не жили. Но при раскорчевке пущи были обнаружены погребения железного века, каменного века, а в Онуфриево в земле нашли древнеримские монеты.
Немецкие власти внимательно наблюдали за ходом переселения, оставив в архивах довольно много документов об этом. Колонисты также занялись лесным промыслом, производством дёгтя и смолы, устроили лесопилки, поставили на широкую ногу рыболовство, устроились рабочими на строительство дорог. Так, некий Фёдор Исаев организовал на строительстве дорог около 300 человек. Эта крупная артель оттеснила от дорожных работ местных немцев и взяла в свои руки дело прокладки дорог в Восточной Пруссии, и даже за границей, в северной части Царства Польского. Колония вокруг Войново быстро разрасталась, появлялись новые поселения. На старообрядцев пошли жалобы от немецких соседей на то, что «переловили в озёрах и реках всю рыбу и раков и продали в Польшу, а нам ловить уже нечего», а также от врачей, аптекарей, торговцев алкоголем и табаком на то, что их торговля не идёт.
Ввиду множества жалоб 16 июня 1838 года Войново посетил наследник престола, будущий прусский король Фридрих Вильгельм 4-й, но старообрядцы произвели на него наилучшее впечатление и все жалобы были отвергнуты. Специфичные жалобы вызывались также смешанными браками, поскольку в обычае переселившихся сюда старообряцев-федосеевцев было похищать невест (с их согласия, но не всегда с согласия родителей), своих невест не хватало и колонисты женились на местных немках. Поскольку условием такой свадьбы был переход в православие в форме старообрядчества федосеевского согласия, то такие браки не регистрировались у лютеран. Так, 26 апреля 1843 года лютеранский пастор из Невяд жаловался, что в его приходе имеет место 11 браков, не зарегистрированных в лютеранской кирхе.
В 1848 году в эти места прибыл инок Павел (Леднев), известный под прозвищем Павел Прусский, стараниями которого был выстроен знаменитый старообрядческий Войновский монастырь. Инок Павел (Леднев) был настоятелем этого монастыря примерно в течение 15 лет. За эти годы появилась многочисленная община старообрядцев образовавшая в этих местах крупное поселение. В середине XIX века эта община составляла более 3 тысяч человек. При нём монастырь населяли сорок монахов. Из России и из Европы в Войновский монастырь приезжали люди, оставившие заметный след в российской истории. Здесь велись духовные диспуты, отсюда в Россию выезжали группы проповедников, в соседнем городе Йоханнесбург печатались духовные книги и журнал «Истина». В Войновском монастыре духовные поиски игумена Павла Прусского привели к возвращению многих старообрядцев в официальную православную церковь. В результате этого процесса в конце XIX века в Войново сложились две русские общины: православная и старообрядческая.
В 1867 году Павел Прусский был вынужден покинуть Войновский монастырь из-за разногласий с братией. В 1868 году в Москве инок Павел (Леднев) вместе с пятнадцатью монахами своего монастыря перешёл в единоверие. После чего он несколько лет посещал многочисленные старообрядческие общины по всей Российской империи и за её пределами с проповедью присоединения старообрядцев к Русской Православной Церкви на правилах единоверия.
После проповеди единоверия Павлом Прусским в посёлке Войново старообрядцы разделились на две общины: старообрядческую и организованную Павлом Прусским — единоверческую. Старообрядцы сохранили за собой созданный иноком Павлом Войновский старообрядческий монастырь, а единоверцы со временем построили свой православный храм в честь Покрова Божией Матери.

## История монастыря
История возникновения православного женского монастыря в посёлке Войново, начинается в 1921 году, когда в поселке поселяется иерей Александр Михайлович Аваев (†1958).
Бывший поручик, а в начале XX века был рясофорным послушником и воспитанником в скиту Оптиной пустыни при старце Варсонофии Оптинском. В 1914 году был призван на фронт. Впоследствии попал в плен и оказался в Восточной Пруссии, где принял священство и до середины 1950-х годов служил настоятелем единоверческого храма Покрова Пресвятой Богородицы в посёлке Войново. Жизнь он вел, аскетическую и молитвенную (старец в миру) и в 1930-е годы создал женскую монашескую общину.
2 сентября 1983 года церковь Успения Пресвятой Богородицы была внесена в реестр охраняемых памятников Варминьско-Мазурского воеводства (№ 383).
В 1995 году архиепископ Белостокский и Гданьский Савва (ныне митрополит Варшавский и всея Польши) учредил здесь женский монастырь.
До 2010 года монастырь именовался в честь Покрова Божией Матери в Войнове, в 2010 году по решению священноначалия Польской православной церкви Войновский женский монастырь стал именоваться Успенским.
Войновская женская монашеская община успешно разрастается и имеет духовные связи с близлежащим мужским Супрасльским Благовещенским монастырём.